# Antanas Marcijonas
Antanas Marcijonas (* 30. November 1938 in Viliai, Rajongemeinde Rokiškis) ist litauischer Umweltrechtler und Professor an der Universität Vilnius (VU).

## Ausbildung, Lehre
Nach dem Abitur 1958 an der Panemunėlis-Mittelschule Rokiškis absolvierte Antanas Marcijonas 1963 das Diplomstudium der Rechtswissenschaften an der Juristischen Fakultät der VU und promovierte 1972 an der Universität Moskau zum Thema „Rechtsschutz der Wildtiere in Litauen“.
Antanas Marcijonas war als Assistent (1963–1965), Oberlektor (1965–1974), Dozent (1976–2002), Leiter des Lehrstuhls (1983), Inhaber des Lehrstuhls für Staatsrecht (1983–2003), Inhaber und Professor (seit 2003) des Lehrstuhls für Verfassungsrecht der Rechtsfakultät der VU tätig. Von 1990 bis 2001 war er juristischer Oberberater der Rechtsabteilung des litauischen Parlaments (Seimas).
Zu seinen Lehrveranstaltungen sowie Forschungsgebieten gehören Umweltrecht, Haftung für Umweltdelikte, Steuerrecht. 1996 war Antanas Marcijonas als Gastforscher an der Universität Turin tätig.
Antanas Marcijonas war Mitherausgeber der juristischen Zeitschriften („Žemės teisė“, „Agrarinė teisė“, „Valstybinė teisė“). Er ist Mitglied des Redaktionskollegiums von Zeitschrift “Teisė” und Autor von mehr als 30 Artikeln. Er nahm an der Vorbereitung von mehr als 30 umweltrechtlichen Rechtsakten teil.

## Arbeiten
- Lehrbuch Teisinė gamtos apsauga // Rechtlicher Naturschutz (1978)
- Lehrbuch Administracinė atsakomybė už aplinkos apsaugos įstatymų pažeidimus (1986)
- Lehrbuch Materialinė atsakomybė už gamtai padarytą žalą (1986)
- Mitautor des Lehrbuchs Ekologinė teisė // Umweltrecht (1996)
- Mitautor des Lehrbuchs Mokesčių teisė // Steuerrecht (2003)